# Stenorrhoe pyralidimima
Stenorrhoe pyralidimima là một loài bướm đêm trong họ Geometridae.